# 용전동 (대전)
용전동(龍田洞)은 대전광역시 동구에 속한 법정동 및 행정동이다. 경부고속도로 대전 나들목과 가깝고 대전복합터미널이 위치하고 있는 대전광역시의 관문으로 다양한 인구분포와 유동인구가 많은 지역이다. 터미널을 중심으로 여관 및 각종 유흥업소 밀집지역으로서 행정 및 치안 수요가 많은 지역이다.

## 연혁
- 백제시대 우술군
- 신라시대 비풍군
- 고려시대 초기 회덕현
- 1018년 고려 현종 9년 공주부
- 1413년 조선 태종 13년 공주군 산내면
- 1895년 조선 고종 32년 회덕군 외남면 용전동리, 신대리(새터)라고 불림
- 1914년 일제시대 행정구역 개편 때 대전군 내남면 용전리
- 1963년 대전시에 편입되면서 용전동으로 개칭
- 1979년 5월 1일 가양동에서 분동되어 현재의 대전광역시 동구 용전동이 되었다.[2]

## 법정동
- 용전동

## 교육
- 대전용전초등학교